# Globo de Ouro de melhor roteiro
Esta é uma lista dos guionistas premiados com o Globo de Ouro de Melhor Roteiro em cinema (no original em inglês Golden Globe Award for Best Screenplay - Motion Picture).

## Vencedores e nomeados/indicados
Notas:
- "†" indica um Óscar pelo mesmo trabalho.
- "‡" indica uma nomeação ao Óscar pelo mesmo trabalho.
- "§" indica uma nomeação ao Globo de Ouro que não recebeu para o Óscar.

### Anos 1960
1965: Doctor Zhivago – Robert Bolt §
- The Agony and the Ecstasy – Philip Dunne
- The Collector – John Kohn e Stanley Mann ‡
- A Patch of Blue – Guy Green
- The Slender Thread – Stirling Silliphant

1966: A Man for All Seasons – Robert Bolt §
- Alfie – Bill Naughton ‡
- The Russians Are Coming, the Russians Are Coming – William Rose ‡
- The Sand Pebbles – Robert Anderson
- Who's Afraid of Virginia Woolf? – Ernest Lehman ‡

1967: In the Heat of the Night – Sterling Silliphant §
- Bonnie and Clyde – Robert Benton e David Newman ‡
- The Fox – Lewis John Carlino e Howard Koch
- The Graduate – Buck Henry e Calder Willingham ‡
- Guess Who's Coming to Dinner – William Rose †

1968: Charly – Stirling Silliphant
- The Fixer – Dalton Trumbo
- The Lion in Winter – James Goldman §
- The Producers – Mel Brooks †
- Rosemary's Baby – Roman Polanski ‡

1969: Anne of the Thousand Days – Bridget Boland, John Hale e Richard Sokolove ‡
- Butch Cassidy and the Sundance Kid – William Goldman †
- If It's Tuesday, This Must Be Belgium – David Shaw
- John and Mary – John Mortimer
- Midnight Cowboy – Waldo Salt §

### Anos 1970
- 1970: Love Story - Erich Segal ‡	
  - Five Easy Pieces - Carole Eastman e Bob Rafelson ‡
  - Husbands - John Cassavetes
  - M*A*S*H - Ring Lardner, Jr. §
  - Scrooge - Leslie Bricusse

- 1971: The Hospital - Paddy Chayefsky †
  - The French Connection - Ernest Tidyman §
  - Klute - Andy e David P. Lewis ‡
  - Kotch - John Paxton
  - Mary, Queen of Scots - John Hale

- 1972: The Godfather - Francis Ford Coppola e Mario Puzo §
  - Avanti! - I.A.L. Diamond e Billy Wilder
  - Cabaret - Jay Presson Allen ‡
  - Deliverance - James Dickey
  - Frenzy - Anthony Shaffer
  - The Heartbreak Kid - Neil Simon

- 1973: The Exorcist - William Peter Blatty §
  - Cinderella Liberty - Darryl Ponicsan
  - The Day of the Jackal - Kenneth Ross
  - The Sting - David S. Ward †
  - A Touch of Class - Melvin Frank e Jack Rose ‡

- 1974: Chinatown - Robert Towne †
  - The Conversation - Francis Ford Coppola ‡
  - The Godfather Part II - Francis Ford Coppola e Mario Puzo §
  - The Towering Inferno - Stirling Silliphant
  - A Woman Under the Influence - John Cassavetes

- 1975: One Flew Over the Cuckoo's Nest - Lawrence Hauben e Bo Goldman §
  - Dog Day Afternoon - Frank Pierson †
  - Jaws - Peter Benchley e Carl Gottlieb
  - Nashville - Joan Tewkesbury
  - The Sunshine Boys - Neil Simon ‡

- 1976: Network - Paddy Chayefsky †
  - All the President's Men - William Goldman §
  - Marathon Man - William Goldman
  - Rocky - Sylvester Stallone ‡
  - Taxi Driver - Paul Schrader
  - Voyage of the Damned - David Butler e Steve Shagan ‡

- 1977: The Goodbye Girl - Neil Simon ‡
  - Close Encounters of the Third Kind - Steven Spielberg
  - Annie Hall - Woody Allen e Marshall Brickman †
  - Julia - Alvin Sargent §
  - The Turning Point - Arthur Laurents ‡

- 1978: Midnight Express - Oliver Stone §
  - Coming Home - Robert C. Jones e Waldo Salt †
  - The Deer Hunter - Deric Washburn ‡
  - Foul Play - Colin Higgins
  - Interiors - Woody Allen ‡
  - An Unmarried Woman - Paul Mazursky ‡

- 1979: Kramer vs. Kramer - Robert Benton §
  - Being There - Jerzy Kosinski
  - Breaking Away - Steve Tesich †
  - The China Syndrome - James Bridges, T.S. Cook e Mike Gray ‡
  - Norma Rae - Harriet Frank, Jr. e Irving Ravetch ‡

### Anos 1980
1980: The Ninth Configuration – William Peter Blatty 
- The Elephant Man – Eric Bergren e Christopher De Vore ‡
- Ordinary People – Alvin Sargent §
- Raging Bull – Mardik Martin e Paul Schrader
- The Stunt Man – Lawrence B. Marcus ‡

1981: On Golden Pond – Ernest Thompson §
- Absence of Malice – Kurt Luedtke
- The Four Seasons – Alan Alda
- The French Lieutenant's Woman – Harold Pinter ‡
- Reds – Warren Beatty e Trevor Griffiths ‡

1982: Gandhi – John Briley †
- E.T. the Extra-Terrestrial – Melissa Mathison ‡
- Missing – Costa-Gavras e Donald E. Stewart §
- Tootsie – Larry Gelbart e Murray Schisgal ‡
- The Verdict – David Mamet ‡

1983: Terms of Endearment – James L. Brooks §
- The Big Chill – Barbara Benedek e Lawrence Kasdan ‡
- The Dresser – Ronald Harwood ‡
- Educating Rita – Willy Russell ‡
- Reuben, Reuben – Julius J. Epstein ‡

1984: Amadeus – Peter Shaffer §
- The Killing Fields – Bruce Robinson ‡
- A Passage to India – David Lean ‡
- Places in the Heart – Robert Benton †
- A Soldier's Story – Charles Fuller ‡

1985: The Purple Rose of Cairo – Woody Allen ‡
- Back to the Future – Bob Gale e Robert Zemeckis ‡
- Out of Africa – Kurt Luedtke §
- Prizzi's Honor – Richard Condon e Janet Roach ‡
- Witness – William Kelley e Earl W. Wallace †

1986: The Mission – Robert Bolt
- Blue Velvet – David Lynch
- Hannah and Her Sisters – Woody Allen †
- Mona Lisa – Neil Jordan e David Leland
- Platoon – Oliver Stone ‡

1987: The Last Emperor – Bernardo Bertolucci, Mark Peploe e Enzo Ungari §
- Broadcast News – James L. Brooks ‡
- Hope and Glory – John Boorman ‡
- House of Games – David Mamet
- Moonstruck – John Patrick Shanley †

1988: Running on Empty – Naomi Foner ‡
- A Cry in the Dark – Robert Caswell e Fred Schepisi
- Mississippi Burning – Chris Gerolmo
- Rain Man – Ronald Bass e Barry Morrow †
- Working Girl – Kevin Wade

1989: Born on the Fourth of July – Oliver Stone e Ron Kovic ‡
- Dead Poets Society – Tom Schulman †
- Do the Right Thing – Spike Lee ‡
- Glory – Kevin Jarre
- Sex, Lies and Videotape – Steven Soderbergh ‡
- When Harry Met Sally... – Nora Ephron ‡

### Anos 1990
| 1990: Dances with Wolves – Michael Blake § - Avalon – Barry Levinson ‡ - The Godfather Part III – Francis Ford Coppola e Mario Puzo - Goodfellas – Nicholas Pileggi e Martin Scorsese ‡ - Reversal of Fortune – Nicholas Kazan ‡ 1991: Thelma & Louise – Callie Khouri † - Bugsy – James Toback ‡ - Grand Canyon – Lawrence Kasdan e Meg Kasdan ‡ - JFK – Zachary Sklar e Oliver Stone ‡ - The Silence of the Lambs – Ted Tally § 1992: Scent of a Woman – Bo Goldman ‡ - A Few Good Men – Aaron Sorkin - Howards End – Ruth Prawer Jhabvala § - The Player – Michael Tolkin ‡ - Unforgiven – David Webb Peoples ‡ 1993: Schindler's List – Steven Zaillian § - Philadelphia – Ron Nyswaner ‡ - The Piano – Jane Campion † - The Remais of the Day – Ruth Prawer Jhabvala ‡ - Short Cuts – Robert Altman e Frank Barhydt 1994: Pulp Fiction – Quentin Tarantino † - Forrest Gump – Eric Roth § - Four Weddings and a Funeral – Richard Curtis ‡ - Quiz Show – Paul Attanasio ‡ - The Shawshank Redemption – Frank Darabont ‡ | 1995: Sense and Sensibility – Emma Thompson § - The American President – Aaron Sorkin - Braveheart – Randall Wallace ‡ - Dead Man Walking – Tim Robbins - Get Shorty – Scott Frank - Mr. Holland's Opus – Patrick Sheane Duncan 1996: The People vs. Larry Flynt – Scott Alexander e Larry Karaszewski - The English Patient – Anthony Minghella ‡ - Fargo – Ethan e Joel Coen † - Lone Star – John Sayles ‡ - Shine – Jan Sardi ‡ 1997: Good Will Hunting – Ben Affleck e Matt Damon † - As Good as It Gets – Mark Andrus e James L. Brooks ‡ - L.A. Confidential – Curtis Hanson e Brian Helgeland § - Titanic – James Cameron - Wag the Dog – Hilary Henkin e David Mamet 1998: Shakespeare in Love – Marc Norman e Tom Stoppard † - Bulworth – Warren Beatty e Jeremy Pikser ‡ - Happiness – Todd Solondz - Saving Private Ryan – Robert Rodat ‡ - The Truman Show – Andrew Niccol ‡ 1999: American Beauty – Alan Ball † - Being John Malkovich – Charlie Kaufman ‡ - The Cider House Rules – John Irving § - The Insider – Michael Mann e Eric Roth ‡ - The Sixth Sense – M. Night Shyamalan ‡ |

### Anos 2000
| 2000: Traffic – Stephen Gaghan § - Almost Famous – Cameron Crowe † - Quills – Doug Wright - Wonder Boys – Steve Kloves ‡ - You Can Count on Me – Kenneth Lonergan ‡ 2001: A Beautiful Mind – Akiva Goldsman § - Gosford Park – Julian Fellowes † - The Man Who Wasn't There – Joel e Ethan Coen - Memento – Christopher Nolan ‡ - Mulholland Drive – David Lynch 2002: About Schmidt – Alexander Payne e Jim Taylor - Adaptation. – Charlie e Donald Kaufman ‡ - Chicago – Bill Condon ‡ - Far from Heaven – Todd Haynes ‡ - The Hours – David Hare ‡ 2003: Lost in Translation – Sofia Coppola † - Cold Mountain – Anthony Minghella - In America – Jim Sheridan, Kirsten e Naomi Sheridan ‡ - Love Actually – Richard Curtis - Mystic River – Brian Helgeland ‡ 2004: Sideways – Alexander Payne e Jim Taylor † - The Aviator – John Logan ‡ - Closer – Patrick Marber - Eternal Sunshine of the Spotless Mind – Charlie Kaufman † - Finding Neverland – David Magee ‡ | 2005: Brokeback Mountain – Larry McMurtry e Diana Ossana § - Crash – Paul Haggis e Bobby Moresco † - Good Night, and Good Luck. – George Clooney e Grant Heslov ‡ - Match Point – Woody Allen ‡ - Munich – Tony Kushner e Eric Roth ‡ 2006: The Queen – Peter Morgan ‡ - Babel – Guillermo Arriaga ‡ - The Departed – William Monahan § - Little Children – Todd Field e Tom Perrotta ‡ - Notes on a Scandal – Patrick Marber ‡ 2007: No Country for Old Men – Ethan e Joel Coen † - Atonement – Christopher Hampton ‡ - Charlie Wilson's War – Aaron Sorkin - The Diving Bell and the Butterfly (Le scaphandre et le papillon) – Ronald Harwood ‡ - Juno – Diablo Cody † 2008: Slumdog Millionaire – Simon Beaufoy † - The Curious Case of Benjamin Button – Eric Roth ‡ - Doubt – John Patrick Shanley ‡ - Frost/Nixon – Peter Morgan ‡ - The Reader – David Hare ‡ 2009: Up in the Air – Jason Reitman e Sheldon Turner ‡ - District 9 – Neill Blomkamp e Terri Tatchell ‡ - The Hurt Locker – Mark Boal † - Inglourious Basterds – Quentin Tarantino ‡ - It's Complicated – Nancy Meyers |

### Anos 2010
| 2010: The Social Network – Aaron Sorkin § - 127 Hours – Simon Beaufoy e Danny Boyle ‡ - Inception – Christopher Nolan ‡ - The Kids Are All Right – Stuart Blumberg e Lisa Cholodenko ‡ - The King's Speech – David Seidler † 2011: Midnight in Paris – Woody Allen † - The Artist – Michel Hazanavicius ‡ - The Descendants – Alexander Payne, Jim Rash e Nat Faxon § - The Ides of March – George Clooney, Grant Heslov e Beau Willimon ‡ - Moneyball – Steven Zaillian e Aaron Sorkin ‡ 2012: Django Unchained – Quentin Tarantino † - Argo – Chris Terrio § - Lincoln – Tony Kushner ‡ - Silver Linings Playbook – David O. Russell ‡ - Zero Dark Thirty – Mark Boal ‡ 2013: Her - Spike Jonze † - 12 Years a Slave - John Ridley § - American Hustle - Eric Warren Singer e David O. Russell ‡ - Nebraska - Bob Nelson ‡ - Philomena - Jeff Pope e Steve Coogan ‡ 2014: Birdman - Alejandro González Iñárritu, Nicolás Giacobone, Alexander Dinelaris Jr. e Armando Bó † - Boyhood - Richard Linklater ‡ - Gone Girl - Gillian Flynn - The Grand Budapest Hotel - Wes Anderson ‡ - The Imitation Game - Graham Moore § | 2015: Steve Jobs - Aaron Sorkin § - The Big Short - Charles Randolph e Adam McKay † - The Hateful Eight - Quentin Tarantino - Room - Emma Donoghue ‡ - Spotlight - Tom McCarthy e Josh Singer † 2016: La La Land - Damien Chazelle ‡ - Hell or High Water - Taylor Sheridan ‡ - Manchester by the Sea - Kenneth Lonergan † - Moonlight - Barry Jenkins † - Nocturnal Animals - Tom Ford 2017: Three Billboards Outside Ebbing, Missouri - Martin McDonagh ‡ - The Shape of Water - Guillermo del Toro e Vanessa Taylor ‡ - Lady Bird - Greta Gerwig ‡ - The Post - Josh Singer e Liz Hannah § - Molly's Game - Aaron Sorkin ‡ 2018: Green Book - Peter Farrelly, Nick Vallelonga e Brian Currie † - The Favourite - Deborah Davis e Tony McNamara ‡ - If Beale Street Could Talk - Barry Jenkins ‡ - Roma - Alfonso Cuarón ‡ - Vice - Adam McKay ‡ 2019: Once Upon a Time in Hollywood - Quentin Tarantino ‡ - The Two Popes - Anthony McCarten § - Gisaengchung (Parasite) - Bong Joon-ho e Han Jin-won † - Marriage Story - Noah Baumbach ‡ - The Irishman - Steven Zaillian § |